# Hjärnstorm (tidskrift)
Hjärnstorm är en svensk kulturtidskrift, vilken grundades 1977.

## Medverkande i Hjärnstorm i urval
- Clemens Altgård
- Einar Askestad
- Alexandra Coelho Ahndoril
- Tobias Berggren
- Anne-Marie Berglund
- Ola Billgren
- Jonas Brun
- Bo I. Cavefors
- Horace Engdahl
- Camilla Flodin
- Göran Greider
- Stefan Gurt
- Lisa Gålmark
- Einar Heckscher
- Ola Larsmo
- Stig Larsson
- Kristoffer Leandoer
- Sven-Erik Liedman
- Ulf Linde
- Sara Mannheimer
- Malte Persson
- Magnus Ringgren
- Lennart Sjögren
- Göran Sonnevi
- Gary Svensson
- Christer Themptander
- Eddie Tistelgren
- Astrid Trotzig
- Sven-Olov Wallenstein
- Gabrielle Björnstrand

## Temanummer i urval
- Nr 20-21  Konstkritik
- Nr 30     Erotik
- Nr 31-32  1960-talet
- Nr 33     Belfast
- Nr 39     Folkhemmet
- Nr 40-41  Weimarrepubliken
- Nr 56-57  Döden
- Nr 62     Dick Bengtsson
- Nr 65     Finland
- Nr 67-68  USA
- Nr 71-72  Konst och informationsteknologi
- Nr 73     Kontakt
- Nr 74-75  Marcel Duchamp
- Nr 76-77  Konst & forskning
- Nr 78     Fotografi
- Nr 79     Ernst Jünger (temablock)
- Nr 81     Skräck
- Nr 82     Strategi
- Nr 83-84  Pessimism
- Nr 85-86  Kosmos (featuring Nitnit)
- Nr 87     Konsten och det offentliga
- Nr 88-89  Innanför/Utanför
- Nr 90     Willy Granqvist (temablock)
- Nr 92-93  Psykedelia
- Nr 94-95  Imaginära utflykter
- Nr 96-97  Självmord
- Nr 98     Fernando Pessoa (temablock) & autenticitet och identitet i litteratur och konst
- Nr 99-100 Ensam
- Nr 101 Mellanrum, reflektioner
- Nr 102-103 Konst och djur